# Nothing’s Gonna Stop Us Now
«Nothing’s Gonna Stop Us Now» — песня американской рок-группы Starship, вышедшая 30 января 1987 года в качестве основной темы кинофильма «Манекен», а также вошла в их второй студийный альбом No Protection (1987).
Сингл достиг первого места в США (Billboard Hot 100) и Великобритании и получил сразу несколько номинаций в категории «Лучшая песня» различных премий, включая «Золотой глобус» и «Оскар».

## История
Песня стала первой для её автора Дайан Уоррен, побывавшей на первом месте американского хит-парада..

## Отзывы
Cash Box назвал песню «эмоциональным дуэтом Микки Томаса и Грейс Слик», а также «бурной, экспансивной постановкой».
Песня получила сразу несколько номинаций в категории «Лучшая песня» различных премий, включая «Золотой глобус» и «Оскар».

## Список композиций
1. «Nothing’s Gonna Stop Us Now» — 4:29
2. «Layin' It on the Line» (концертная запись в Stopher Gym, Louisiana State University) — 4:15 (Stopher Gym расположена в Thibodaux при Nicholls State University)

## Чарты и сертификации
| Чарт (1987)                               | Высшая позиция |
| ----------------------------------------- | -------------- |
| Австралия (Kent Music Report)             | 3              |
| Австрия (Ö3 Austria Top 40)               | 3              |
| Бельгия/Фландрия (Ultratop 50)            | 5              |
| Канада (RPM Top Singles)                  | 1              |
| Франция (SNEP)                            | 16             |
| Германия (GfK)                            | 3              |
| Ирландия (IRMA)                           | 1              |
| Нидерланды (Single Top 100)               | 8              |
| Новая Зеландия (Recorded Music NZ)        | 21             |
| Норвегия (VG-lista)                       | 2              |
| ЮАР (Springbok Radio)                     | 3              |
| Швеция (Sverigetopplistan)                | 2              |
| Швейцария (Schweizer Hitparade)           | 4              |
| Великобритания (OCC UK Singles)           | 1              |
| США (Billboard Hot 100)                   | 1              |
| США Radio & Records CHR/Pop Airplay Chart | 1              |
| США Adult Contemporary (Billboard)        | 1              |
| США Album Rock Tracks (Billboard)         | 16             |

| Чарт (1987)                     | Позиция |
| ------------------------------- | ------- |
| Austrian Singles Chart          | 17      |
| Канада RPM Top Singles          | 5       |
| Нидерланды Dutch Top 40         | 9       |
| French Top 50                   | 16      |
| ЮАР                             | 5       |
| Швейцария Swiss Singles Chart   | 8       |
| Великобритания UK Singles Chart | 2       |
| США Billboard Hot 100           | 5       |

| Чарт (1958—2018)      | Позиция |
| --------------------- | ------- |
| США Billboard Hot 100 | 356     |

| Регион | Сертификация | Продажи |
| --- | ------------ | ------- |
| Канада | Золотой      | 50000   |
| Швеция | Золотой      | 10000   |
| Великобритания | Золотой      | 957336  |
| США | Золотой      | 500000  |
| * Данные о продажах приведены только на основе сертификации. ^ Данные о тиражах приведены только на основе сертификации. |              |         |